# Frits van Seters
Frits van Seters (8 septembre 1913, Nimègue, Pays-Bas – 27 décembre 1976, Bruxelles) était un joueur d'échecs néerlandais qui représenta la Belgique lors de trois olympiades (en 1972, 1974 et 1976).

## Biographie et carrière
Frits van Seters tenait la chronique des échecs et du bridge d'un grand quotidien. Il travaille sur l'informatisation du jeu d'échecs. En 1935, 1941, 1943, 1944, 1945 et 1963, il finit troisième du championnat d'échecs de Belgique qui accueille des joueurs belges et des joueurs étrangers. En 1940 (avec 6,5 points sur 7), 1942, 1949, 1959, 1962, 1965, 1967 et 1970, il finit premier du championnat de Belgique et reçoit le titre de champion international de la fédération belge (champion FBE). En 1951, 1953, il termine deuxième derrière O'Kelly. En 1966, il finit deuxième du championnat et premier étranger du championnat de Belgique et redevient champion FBE.
Il dispute le tournoi de Beverwijk en 1950 et 1951. En 1950, il bat l'ancien champion du monde Max Euwe. En 1951, il bat Jan Hein Donner. Lors du tournoi de Hastings 1962-1963, il réussit à faire une partie nulle contre l'ex-champion du monde Vassily Smyslov et contre C. H. O'D. Alexander. Il est également l'auteur d'ouvrages échiquéens.

## Publications
Frits van Seters publie en 1944 l'ouvrage Le Jeu d'échecs, qui est mis à jour en 1972 sous le titre Le Guide Marabout des Échecs (Éditions Marabout). 
En 1974 paraît Les Olympiades d'échecs 1927-1974 : 100 grandes parties expliquées aux amateurs, Marabout, coll. « Marabout service ».